# Ashley Sanchez
Ashley Nicole Sanchez (* 16. März 1999 in Pasadena, Kalifornien) ist eine US-amerikanisch-mexikanische Fußballspielerin.

## Karriere

### Vereine
Sie wuchs in Monrovia auf und spielte auch in der Mannschaft der dortigen High School. Nebst dem war sie in mehreren Jugendklub aktiv. Von 2017 bis 2019 war sie dann in der College-Mannschaft der UCLA Bruins aktiv. Zur NWSL-Saison 2020 wurde sie dann von Washington Spirit gedraftet. Trotz der durch die COVID-19-Pandemie verkürzten Spielzeit, kam sie hier bereits regelmäßig zum Einsatz. Seitdem ist sie mittlerweile auch ein integraler Bestandteil des Teams geworden.

### Nationalmannschaft
Mit der US-amerikanischen U17 nahm sie an der Weltmeisterschaft 2016 und mit der U20 an der Weltmeisterschaft 2016 sowie 2018 teil.
Erstmals für die A-Nationalmannschaft nominiert, wurde sie im März 2016. Ihr Debüt gab sie dann aber erst am 27. November 2021 bei einem 3:0-Freundschaftsspielsieg über Australien, wo sie zur 84. Minute für Lynn Williams eingewechselt wurde. Ab hier folgten dann auch noch Teilnahmen am SheBelieves Cup 2021 und 2022 sowie weitere Freundschaftsspiele.
Im Sommer 2022 folgte dann mit der CONCACAF W Championship 2022 ihr erstes große Turnier. Nach weiteren Freundschaftsspieleinsätzen gehörte sie dann auch mit zum Kader bei der Weltmeisterschaft 2023, wo sie aber zu keinem Einsatz kam.